# Балтійсько-Ладозький уступ

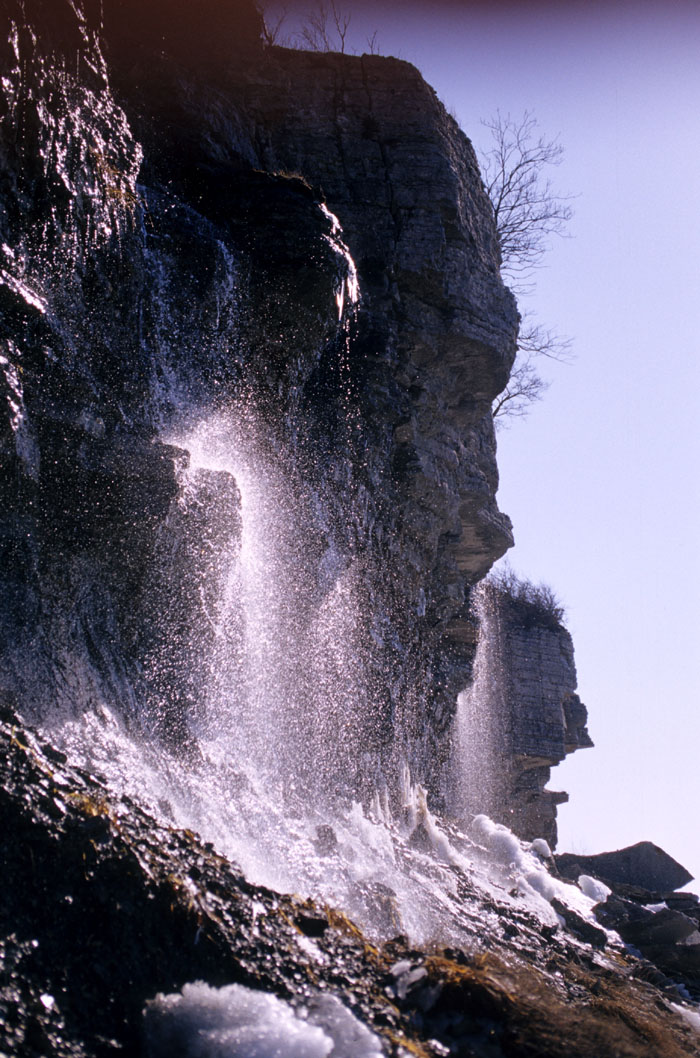
Балтійсько-Ладозький уступ (глінт) біля півострова Пакрі

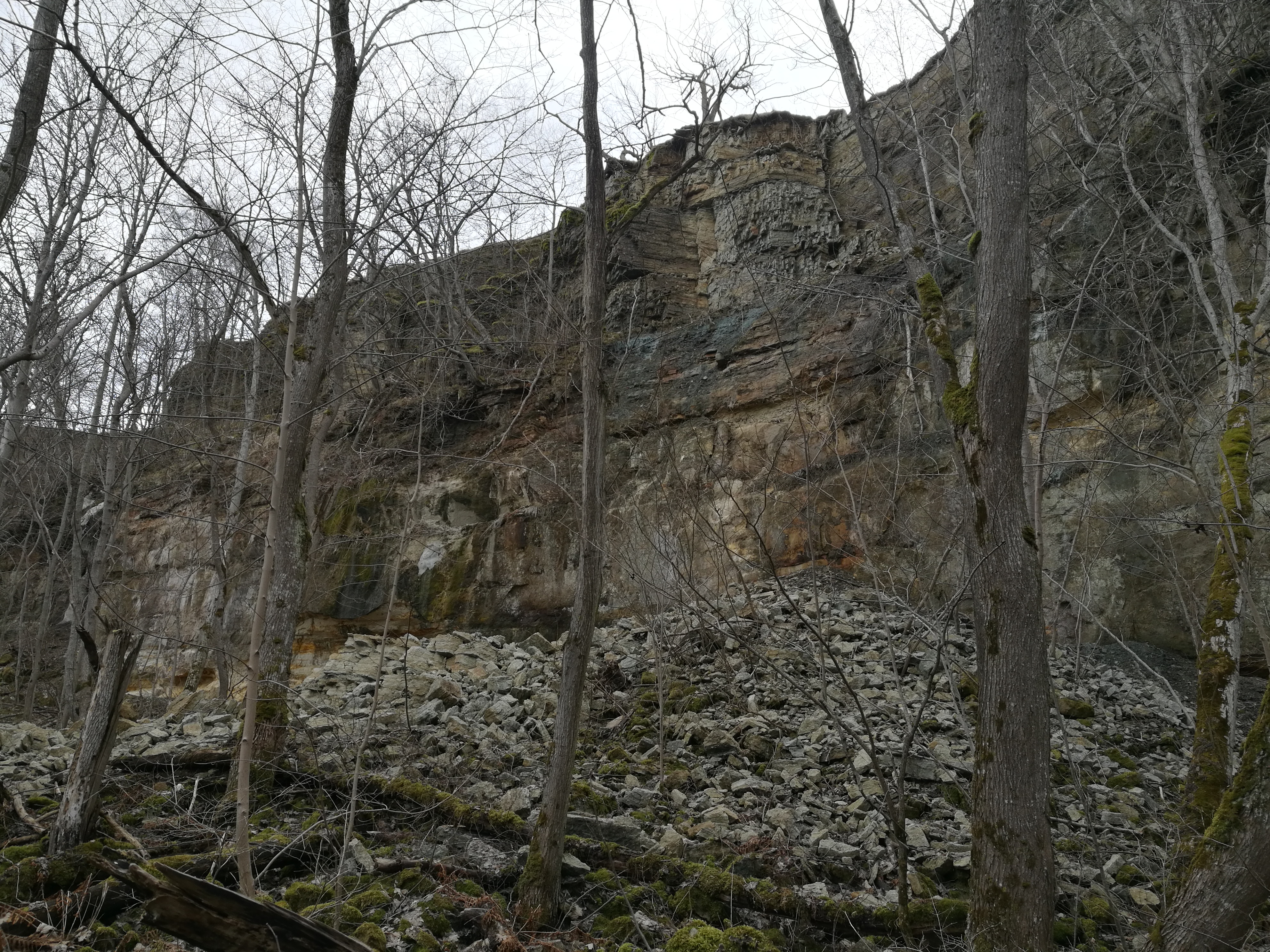
Балтійський глінт на північному сході Естонії

Балтійський глінт, Балтійсько-Ладозький уступ — круто нахилений схил плато, що тягнеться уздовж південного берега Фінської затоки Балтійського моря і далі на схід до Ладозького озера, в межах Естонії і Ленінградської області Росії.
Складений міцними палеозойськими вапняками, глинами та пісками. Висота до 56 м. Особливо добре виражений на території Естонії, в межах Лахемааського природного національного парку.
При перетині уступу річки утворюють глибокі каньйоноподібні долини, перебіг річок ускладнюється перекатами і водоспадами (Нарва). До складу уступу входять Пулковські висоти, що підносяться на південь від Санкт-Петербурга.